# Port-Louis (Guadeloupe)
Port-Louis (Guadeloupe-Kreolisch: Pòlwi) ist eine Gemeinde mit 5591 Einwohnern (Stand 1. Januar 2022) im französischen Überseedépartement Guadeloupe. Sie ist Mitglied und Sitz der Communauté d’agglomération du Nord Grande-Terre. 
Eine urkundliche Erwähnung stammt aus dem 19. Jahrhundert anlässlich einer Revolution.

## Wirtschaft
Zuckerrohr und Fischerei sind ein großer Wirtschaftsfaktor der Gemeinde. Des Weiteren spielt der Tourismus eine wichtige Rolle, insbesondere durch den 570 m langen Strand Plage du Souffleur, der zu den schönsten von Guadeloupe zählt.

## Geschichte
Am Beginn des 18. Jahrhunderts war die Stadt einer der ersten Häfen auf Guadeloupe, von dem aus Zucker nach Europa exportiert wurde. Der im Vorort Beauport gelegene Gutshof Domaine de Beauport war im 19. Jahrhundert eine der bedeutendsten Zuckerfabriken in Französisch-Westindien. Die Zuckerfabrik wurde 1990 endgültig geschlossen, sie dient seitdem als Museumsbetrieb und Informationsstelle für Touristen. Das Zuckerrohr wurde früher mit der Eisenbahn zur Fabrik gefahren. Auf einen ca. 3 km langen Teil der Strecke werden heute Touristen durch die Zuckerrohrfelder gefahren. Windmühlen dienten in der Anfangszeit als Antriebsquelle für die Pressen. Zwei Türme dieser Windmühlen sind erhalten, einer steht auf dem Gelände der Fabrik in Beaufort, der andere in der kleinen Siedlung Godet.

## Galerie

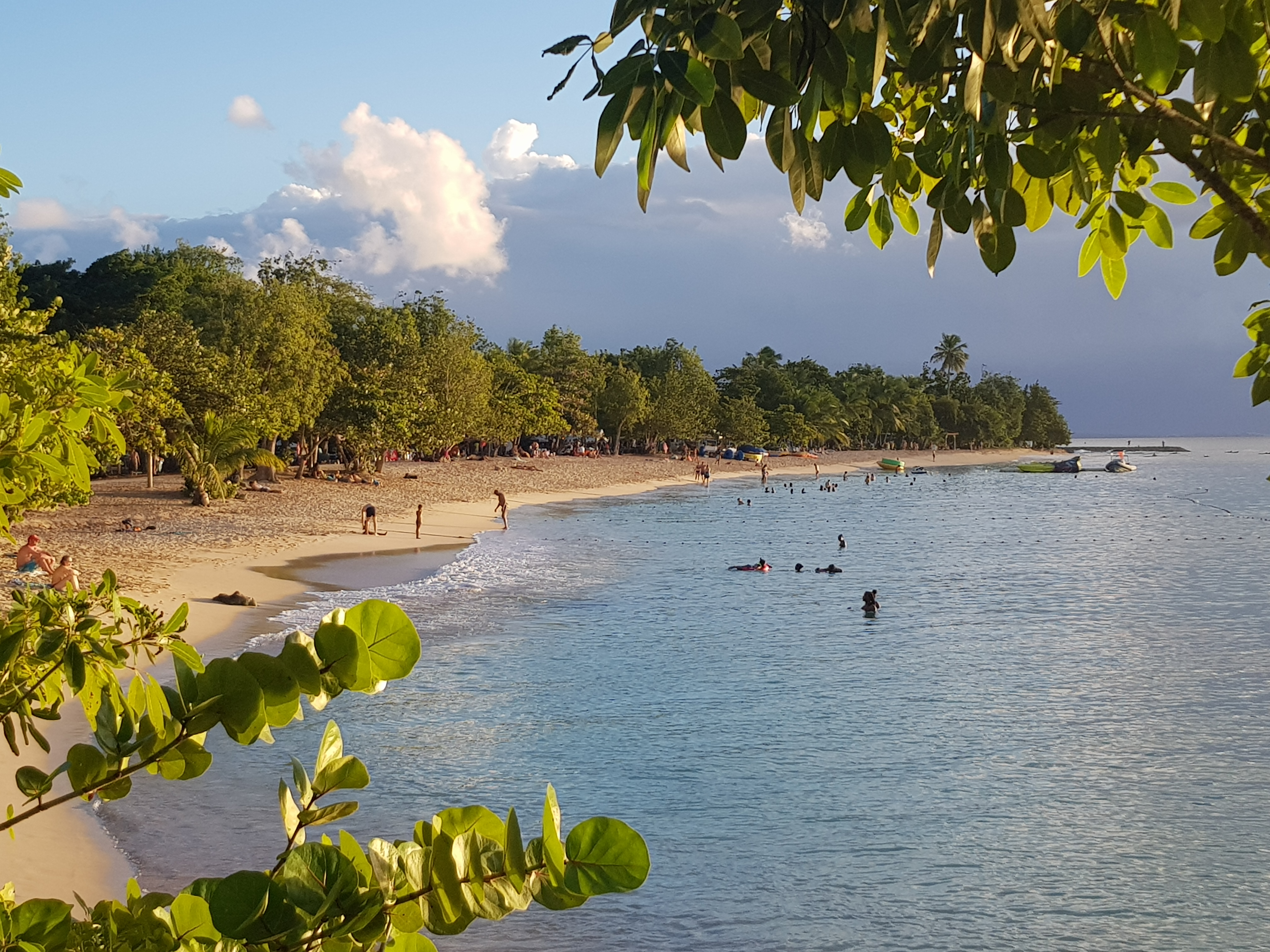
Plage du Souffleur
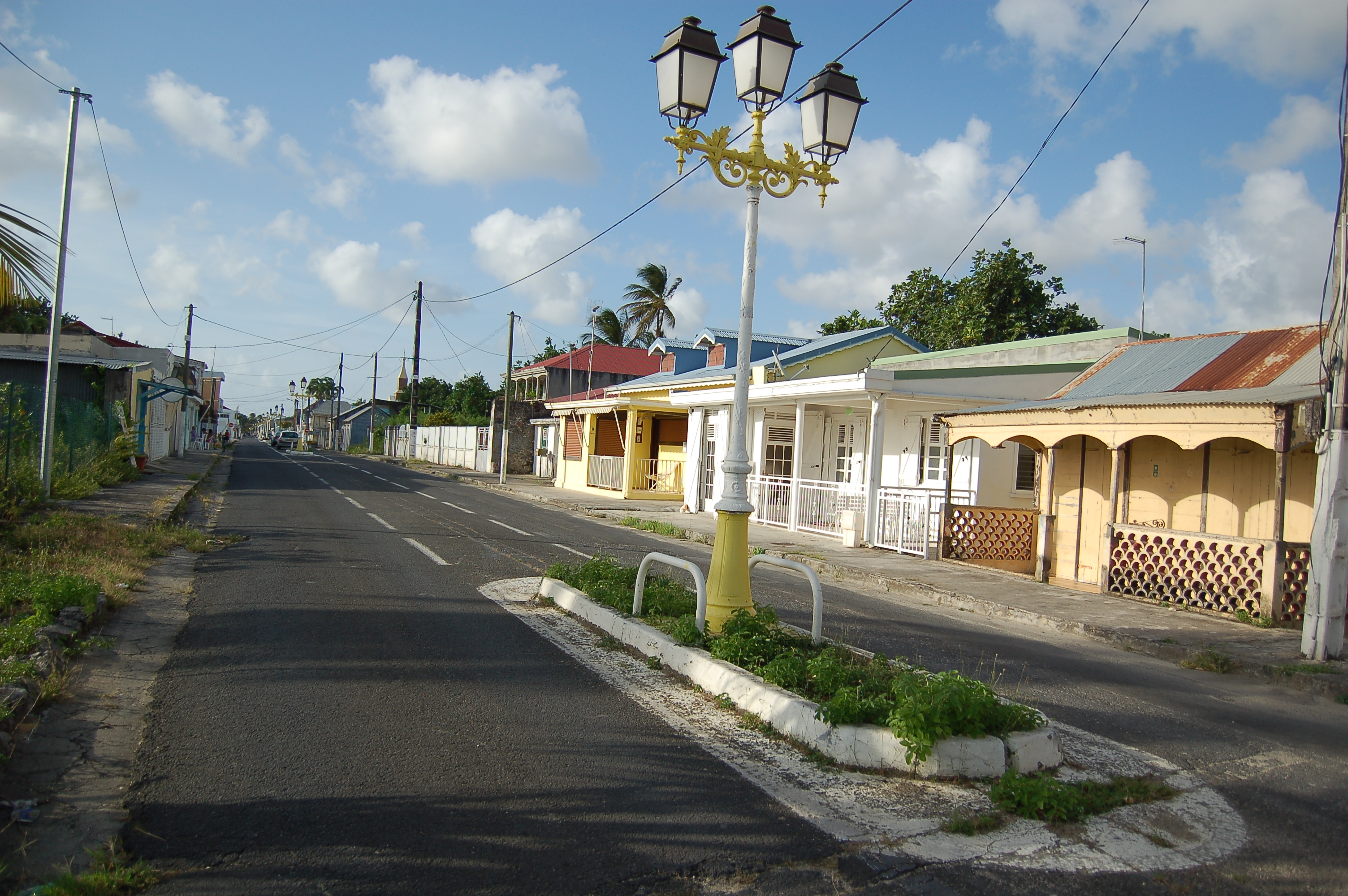
Straßenzug in Port-Louis
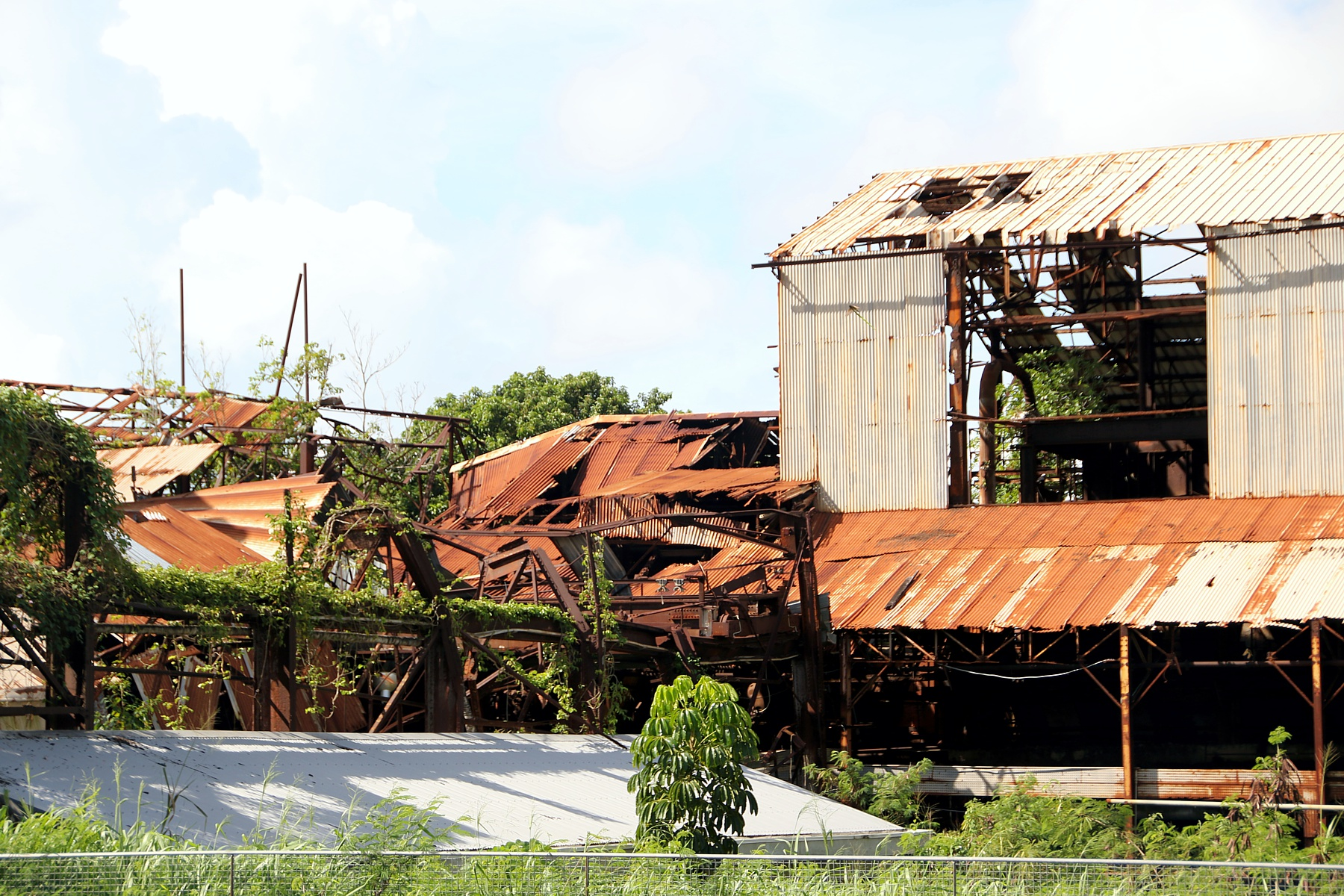
Ehemalige Zuckerfabrik
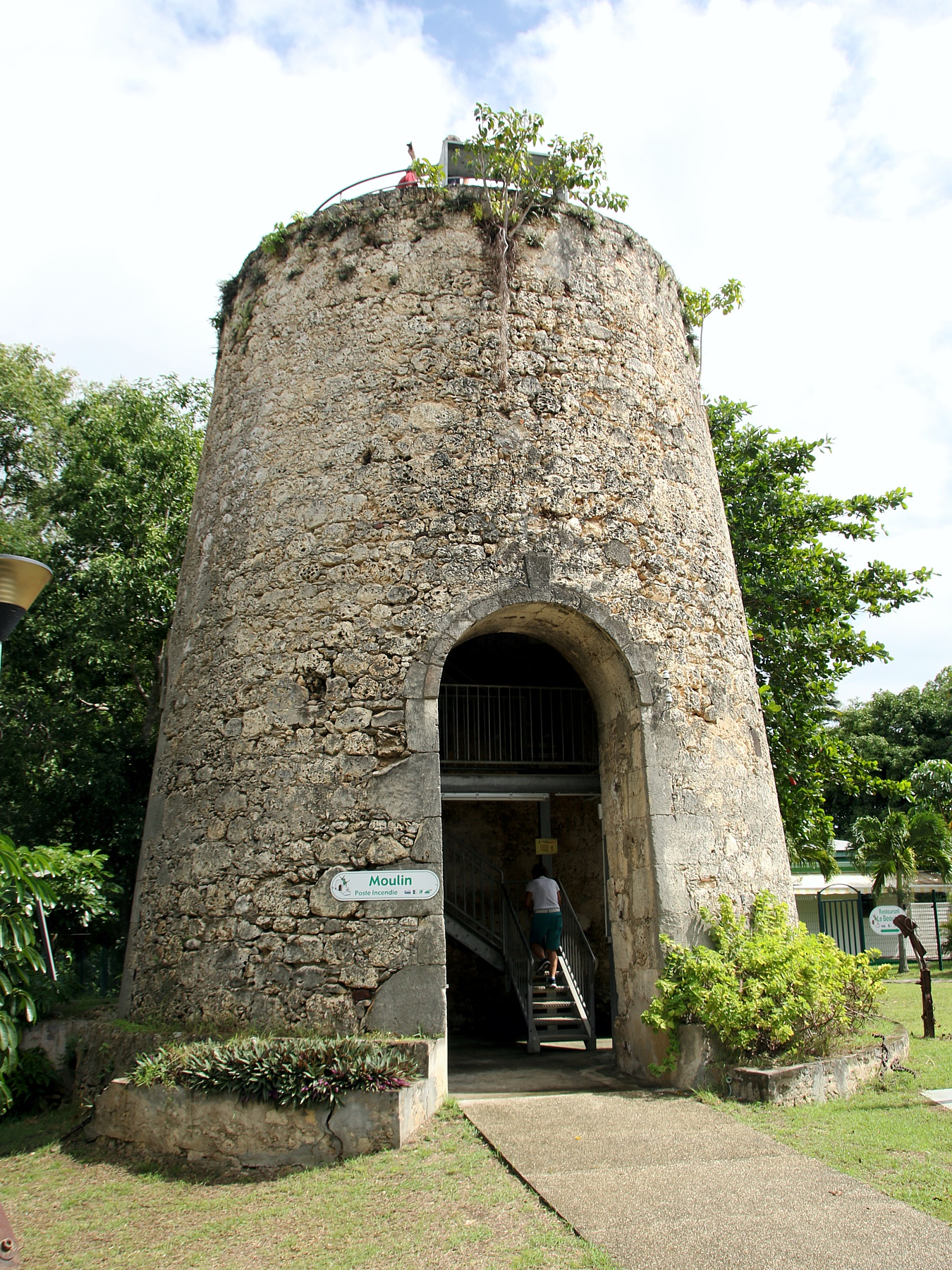
Ehemalige Windmühle
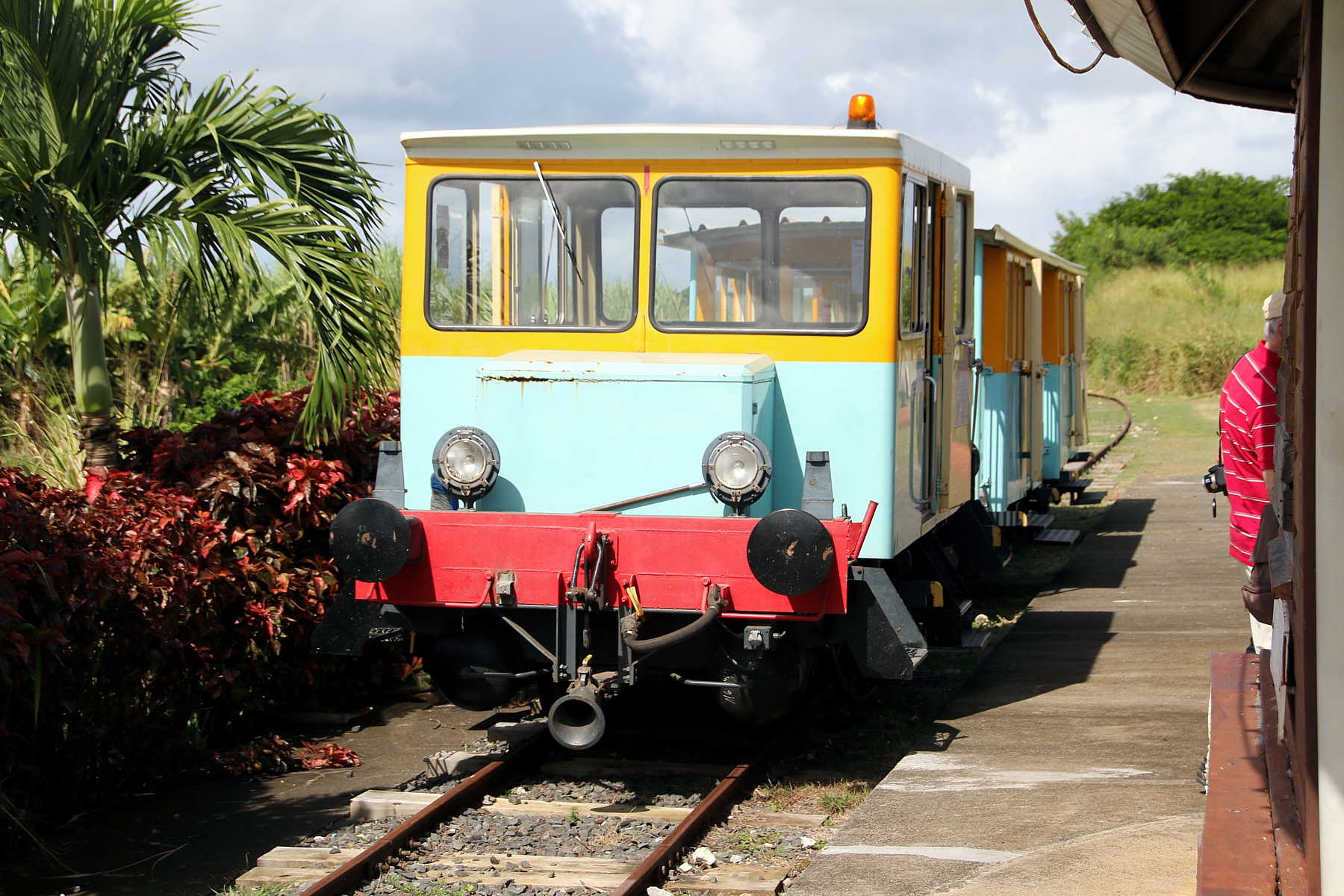
Museumseisenbahn Flechkann